# منطقه کلان‌شهری اسپرینگفیلد، میزوری
منطقه کلان‌شهری اسپرینگفیلد (به انگلیسی: Springfield metropolitan area) یک منطقه کلان‌شهری در ایالات متحده آمریکا است. منطقه کلان‌شهری اسپرینگفیلد ۵۴۴٬۷۱۲ نفر جمعیت دارد.